# Clupeonella abrau
Clupeonella abrau es una especie de pez del género Clupeonella, familia Clupeidae. Fue descrita científicamente por Maliatsky en 1930.
Se distribuye por Europa: lago Abráu en Rusia. La longitud estándarl (SL) es de 9,5 centímetros. Habita en aguas dulces y se alimenta de crustáceos.
Está clasificada como una especie marina inofensiva para el ser humano.